# Pseudolucia collina
Pseudolucia collina is een vlinder uit de familie van de Lycaenidae. De wetenschappelijke naam van de soort is voor het eerst geldig gepubliceerd in 1860 door Philippi. De soort komt voor in Chili.

## Synoniemen
- Lycaena lyrnessa Hewitson, 1874
- Pseudolucia zembla Bálint & Johnson, 1993